# Tychobythinus hubrichti
Tychobythinus hubrichti är en skalbaggsart som först beskrevs av Park 1960.  Tychobythinus hubrichti ingår i släktet Tychobythinus och familjen kortvingar. Inga underarter finns listade i Catalogue of Life.